# مردم قسمت ۲
«مردم قسمت ۲» (انگلیسی: People Pt. 2؛ کره‌ای: 사람 Pt.2; لاتین‌نویسی اصلاح‌شده: Saram Pt.2) ترانه‌ای از خواننده اهل کره جنوبی، شوگا از بی‌تی‌اس با همکاری خواننده اهل کره جنوبی آی‌یو است. این ترانه در ۷ آوریل ۲۰۲۳ توسط بیگ هیت میوزیک و به عنوان اولین تک‌آهنگ از نخستین آلبوم استودیویی شوگا به نام روز دی منتشر شد. ترانه‌سرایی را شوگا و ئی‌ال کاپیتان انجام دادند و تهیه‌کنندگی بر عهده ئی‌ال کاپیتان بوده است و یک ترانهٔ پاپ و هیپ هاپ است که در مورد تنهایی و ارتباط صحبت می‌کند.

## جدول‌های موسیقی
| جدول (۲۰۲۳)                                        | بالاترین جایگاه |
| -------------------------------------------------- | --------------- |
| فروش تک‌آهنگ‌های دیجیتال کانادا (بیلبورد)            | ۱۰              |
| ۲۰۰ آهنگ جهانی (بیلبورد)                           | ۲۴              |
| مجارستان (۴۰ تک‌آهنگ برتر)                          | ۶               |
| تک‌آهنگ‌های بین‌المللی هند (آی‌ام‌آی)                   | ۷               |
| اندونزی (بیلبورد)                                  | ۲۱              |
| ژاپن (۱۰۰ آهنگ داغ ژاپن)                           | ۹۹              |
| تک‌آهنگ‌های دیجیتال ژاپن (اوریکون)                   | ۸               |
| تک‌آهنگ‌های داغ نیوزیلند (آرام‌ان‌زی)                  | ۷               |
| سنگاپور (آرآی‌ای‌اس)                                 | ۲۳              |
| کره جنوبی (گائون)                                  | ۱۴              |
| دانلود تک‌آهنگ‌های بریتانیا (اوسی‌سی)                 | ۳               |
| فروش تک‌آهنگ‌های بریتانیا (اوسی‌سی)                   | ۳               |
| ایالات متحده فوران‌کننده زیر ۱۰۰ آهنگ داغ (بیلبورد) | ۵               |
| ترانه‌های دیجیتال ایالات متحده (بیلبورد)            | ۱               |
| فروش ترانه‌های رپ ایالات متحده (بیلبورد)            | ۱               |
| فروش ترانه‌های دیجیتال تیالات متحده (بیلبورد)       | ۱               |
| ویتنام (ویتنام هات ۱۰۰)                            | ۶               |

| جدول (۲۰۲۳)       | بالاترین جایگاه |
| ----------------- | --------------- |
| کره جنوبی (گائون) | ۱۹              |

| جدول (۲۰۲۳)       | جایگاه |
| ----------------- | ------ |
| کره جنوبی (گائون) | ۸۹     |